# Kolazhy
Kolazhy es una ciudad censal situada en el distrito de Thrissur en el estado de Kerala (India). Su población es de 11540 habitantes (2011). Se encuentra a 5 km de Thrissur y a 78  km de Cochín.

## Demografía
Según el censo de 2011 la población de Kolazhy era de 11540 habitantes, de los cuales 5603 eran hombres y 5937 eran mujeres. Kolazhy tiene una tasa media de alfabetización del 96,55%, superior a la media estatal del 94%: la alfabetización masculina es del 97,15%, y la alfabetización femenina del 95,98%.